# Eduardo Reyes Prósper
Eduardo Reyes Prósper (Valencia, 1860-Madrid, 1921) fue un botánico y naturalista español.

## Biografía
Nació en 1860 en Valencia, hijo de ingeniero sevillano y dama valenciana. Los primeros años de su vida los pasó en Córdoba; donde estudió el bachillerato. Allí comenzó su afición a la ciencia con motivo de sus excursiones botánicas a la sierra de las Ermitas. Reyes Prósper, que alcanzó el título de doctor, fue colaborador de publicaciones periódicas como Hojas Selectas (1902) y España y América (1903). Falleció el 20 de junio de 1921 en Madrid. Era hermano de Ventura Reyes Prósper.
Entre sus obras se encontraron títulos como Plantas curiosas de Cavanilles, El Doctor Eduardo Strasburger, Claveles y Clavellinas, La atmósfera y los árboles, Los granos de almidón en las Euforbiáceas, Las células cristalíferas de los peciolos de las hojas de lasi Begonias, Los pelos del Strobilantes Dycriamis ttort, El Silfio maravilloso y Las carofitas de España, entre otras.